# Sophie D’Amours

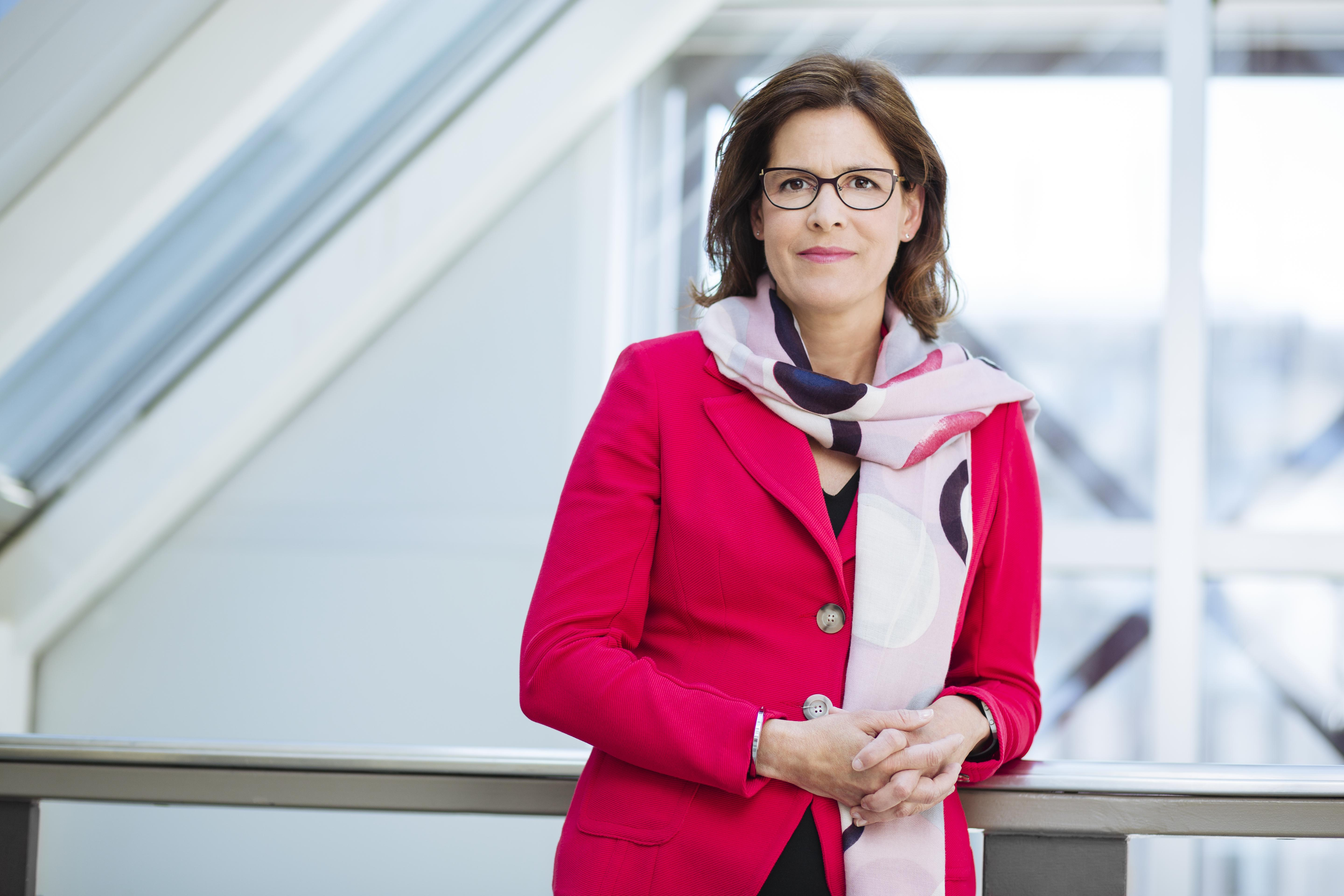
Sophie D’Amours, 2018

Sophie D’Amours (* 25. Januar 1966) ist eine kanadische Ingenieurin und Professorin an der Universität Laval. 2017 wurde sie zur Rektorin der Universität Laval gewählt und ist damit die erste Frau, die dieses Amt innehat.

## Leben
Sophie D’Amours ist die Tochter von Alban D’Amours, einem Geschäftsmann und Vorstandsmitglied bei Caisses Desjardins.
Sie erwarb 1990 einen Bachelor in Maschinenbau und 1992 einen Master in Betriebswirtschaftslehre an der Université Laval sowie 1995 einen Doktortitel in Ingenieurmathematik an der École polytechnique de Montréal. Ihre Forschungsschwerpunkte sind Business Engineering, Supply-Chain-Management und Entscheidungsprozesse.
Sie ist seit 1995 Professorin am Fachbereich Maschinenbau der Université Laval und war von 2012 bis 2015 Vizerektorin für Forschung und Kreation an der Université Laval.
Neben ihren akademischen Aufgaben ist sie seit 2010 Vorsitzende des Verwaltungsrats des Centre de recherche industrielle du Québec und wurde im Oktober 2019 zur Vorsitzenden des Verwaltungsrats von Universities Canada ernannt. Sie ist Mitglied des Verwaltungsrats des Forschungszentrums für internationale Entwicklung und sitzt im Verwaltungsrat der Stiftung für den Bildungsaustausch zwischen Kanada und den USA (Fulbright-Programm). Sie ist Mitglied der Canadian Academy of Engineering.

## Auszeichnungen
- 2008: Henri-Gustave-Joly-de-Lotbinière-Preis des Ordre des ingénieurs forestiers du Québec für ihren Beitrag zum Forstsektor in Québec[2]
- 2012: Brockhouse-Preis von Kanada[3]
- 2016: International Fellow of the Royal Academy of Agriculture and Forestry of Sweden[4]
- 2018: Offizier des Order of Canada[5]
- 2022: Offizier des französischen Verdienstordens Ordre national du Mérite[6]